# Titãs Trio Acústico
Titãs Trio Acústico é o décimo sexto álbum de estúdio dos Titãs, lançado em 29 de janeiro de 2021 pela BMG. Reúne versões acústicas de 24 canções do grupo e foi concebido para celebrar os 20 anos de seu Acústico MTV, lançado em 1997. Porém, eles estavam focados na ópera rock Doze Flores Amarelas e a comemoração só foi possível em 2020.
O álbum já havia sido lançado ao longo de 2020 em três EPs, sendo o primeiro, em 3 de abril, o segundo, em 3 de julho e o terceiro, em 25 de setembro. Já em 29 de janeiro do ano seguinte, foi lançada a versão completa do álbum, além de sua versão em mídia física no formato de CD duplo, incluindo como faixa bônus, a versão de "Enquanto Houver Sol" com a participação especial da cantora Iza.

## Contexto

### Turnê
Em 2017, o Acústico MTV dos Titãs completou 20 anos de seu lançamento e muitos fãs começaram a pedir que a banda celebrasse a data de alguma forma. Porém, eles estavam focados na ópera rock Doze Flores Amarelas, com uma turnê complexa e sofisticada. Como o Brasil não vivia um bom momento econômico e a cobrança dos fãs continuava, a banda iniciou em 2019, uma série de apresentações acústicas misturando canções do Acústico MTV, composições mais recentes e outras mais antigas que não foram selecionadas para o Acústico MTV. A turnê recebeu o nome Titãs Trio Acústico.
A primeira apresentação aconteceu em Paulínia, no dia 23 de fevereiro, e a turnê acabou virando prioridade da banda, que a conciliou com a divulgação da ópera rock Doze Flores Amarelas e a turnê Enquanto Houver Sol, esta última em formato elétrico e misturando canções de várias épocas do grupo. A preferência por Titãs Trio Acústico se dá pela simplicidade em se realizar os shows. Otávio Juliano, que dirige a ópera rock, também assina a direção da turnê.
A ideia das apresentações é homenagear o disco sem copiá-lo. Cada show é dividido em três partes: uma com os três integrantes originais, uma em que cada um se apresenta sozinho, e uma com a participação dos dois membros de apoio, Beto Lee e Mário Fabre. Geralmente, Branco Mello toca "Cabeça Dinossauro", "Tô Cansado" e "Toda Cor" sozinho com voz e violão; Sérgio Britto toca "Miséria" e "Nem 5 Minutos Guardados" (esta última com todas as frases no piano, embora esta tenha sido composta no violão); e Tony Bellotto canta "Polícia" e "Querem Meu Sangue". Durante os shows, os integrantes contam a história por trás das canções. Trata-se de um formato inspirado em um show de Bruce Springsteen na Broadway.
Em 2018, Branco Mello ficou alguns meses afastado das atividades da banda para tratar um tumor; segundo ele, o projeto marca sua volta à ativa e, por isso, é visto pelo músico como um momento importante na carreira. As músicas do projeto foram ensaiadas pelos três membros atuais na sala de sua casa; o tecladista e vocalista Sérgio Britto diz que os arranjos foram feitos pensado em como eles tocariam se recebessem visitas em casa.

### Registro em estúdio
Em junho de 2019, Branco Mello já mencionava a possibilidade de registrar o projeto em DVD ou em estúdio. Já em 2020, o grupo anunciou que o projeto seria gravado em estúdio e lançado em três EPs, totalizando 24 faixas. O primeiro lançamento estava previsto para março do mesmo ano. A pandemia de COVID-19 não mudou os planos da banda quanto aos EPs, mesmo sem a possibilidade de fazer shows de lançamento.
Uma regravação da faixa "Sonífera Ilha" foi lançada como single e videoclipe em 20 de março, quando também foi anunciado que os três EPs sairiam a partir de abril pela BMG. O primeiro EP foi lançado em 3 de abril.
O segundo EP foi lançado em 3 de julho e teve como single uma nova versão de "Enquanto Houver Sol", lançada em 11 de junho. O terceiro e último EP foi lançado em 25 de setembro e teve uma versão de "Pra Dizer Adeus" como single e videoclipe, lançado no dia 28 de agosto.
Em 29 de janeiro de 2021, o álbum ganhou uma versão completa, também lançada em mídia física no formato de CD duplo, reunindo as 24 músicas dos três EPs, incluindo como faixa bônus, a versão de "Enquanto Houver Sol" com a participação especial da cantora Iza.

## Arranjos
No primeiro EP, "Sonífera Ilha" manteve suas características ska. "Porque Eu Sei Que é Amor" se transformou em uma balada Motown/R&B/soul que lembra os The Temptations. A versão de "Querem Meu Sangue" é cantada tanto em português quanto em inglês, com as letras da faixa original ("The Harder They Come", de Jimmy Cliff). "Miséria" foi transcrita para o piano, contrastando com a roupagem eletrônica de sua versão original. "Família" é a única do EP com participação de Beto Lee e Mário Fabre.

## Faixas
| Fonte dos créditos de composição |                                              |                                                                          |         |  |
| N.º                              | Título                                       | Compositor(es)                                                           | Duração |  |
| 1.                               | "Sonífera Ilha"                              | Branco Mello, Tony Bellotto, Ciro Pessoa, Marcelo Fromer, Carlos Barmack | 2:40    |  |
| 2.                               | "Por Que Eu Sei Que é Amor"                  | Sérgio Britto, Paulo Miklos                                              | 3:31    |  |
| 3.                               | "Isso"                                       | Tony Bellotto                                                            | 2:36    |  |
| 4.                               | "O Pulso"                                    | Tony Bellotto, Arnaldo Antunes, Marcelo Fromer                           | 3:03    |  |
| 5.                               | "Miséria"                                    | Sérgio Britto, Arnaldo Antunes, Paulo Miklos                             | 4:10    |  |
| 6.                               | "Tô Cansado"                                 | Branco Mello, Arnaldo Antunes                                            | 2:02    |  |
| 7.                               | "Querem Meu Sangue"                          | Jimmy Cliff, Nando Reis                                                  | 2:46    |  |
| 8.                               | "Família"                                    | Tony Bellotto, Arnaldo Antunes                                           | 3:22    |  |
| 9.                               | "Enquanto Houver Sol"                        | Sérgio Britto, Paulo Miklos                                              | 3:33    |  |
| 10.                              | "Toda Cor"                                   | Ciro Pessoa, Marcelo Fromer, Carlos Barmack                              | 2:51    |  |
| 11.                              | "Go Back"                                    | Sérgio Britto, Kristian Tilgner, Michael Fubeder, Torquato Neto          | 3:51    |  |
| 12.                              | "Televisão"                                  | Tony Bellotto, Arnaldo Antunes, Marcelo Fromer                           | 3:55    |  |
| 13.                              | "Pra Dizer Adeus"                            | Tony Bellotto, Nando Reis                                                | 3:44    |  |
| 14.                              | "Comida"                                     | Sérgio Britto, Arnaldo Antunes, Marcelo Fromer                           | 4:13    |  |
| 15.                              | "32 Dentes"                                  | Branco Mello, Marcelo Fromer, Sérgio Britto                              | 2:49    |  |
| 16.                              | "É Você"                                     | Sérgio Britto                                                            | 3:23    |  |
| 17.                              | "Epitáfio"                                   | Sérgio Britto, Marcelo Fromer                                            | 2:52    |  |
| 18.                              | "Flores"                                     | Sérgio Britto, Tony Bellotto, Charles Gavin, Paulo Miklos                | 3:23    |  |
| 19.                              | "É Preciso Saber Viver"                      | Erasmo Carlos, Roberto Carlos                                            | 3:35    |  |
| 20.                              | "Cabeça Dinossauro"                          | Branco Mello, Arnaldo Antunes, Paulo Miklos                              | 1:15    |  |
| 21.                              | "Nem 5 Minutos Guardados"                    | Sérgio Britto, Marcelo Fromer                                            | 4:25    |  |
| 22.                              | "Polícia"                                    | Tony Bellotto                                                            | 1:52    |  |
| 23.                              | "Homem Primata"                              | Sérgio Britto, Ciro Pessoa, Marcelo Fromer, Nando Reis                   | 2:34    |  |
| 24.                              | "Bichos Escrotos"                            | Sérgio Britto, Arnaldo Antunes, Nando Reis                               | 3:53    |  |
| 25.                              | "Enquanto Houver Sol" (ft. Iza; faixa bônus) | Sérgio Britto, Paulo Miklos                                              | 3:28    |  |
| Duração total:                   | Duração total:                               | Duração total:                                                           | 1:13:18 |  |

## Recepção da crítica
| Críticas profissionais | Críticas profissionais |
| Avaliações da crítica  | Avaliações da crítica  |
| Fonte                  | Avaliação              |
| ---------------------- | ---------------------- |
| O Povo                 | Desfavorável           |
| Mauro Ferreira         | [ 30 ]                 |

Escrevendo para O Povo, Marcos Sampaio (à altura tendo ouvido apenas o primeiro EP) disse que o projeto escancarou "o desgaste, o peso e a força da própria história" da banda e disse que "depois de tantas perdas e reinvenções, ficou difícil encontrar um caminho seguro e promissor para a banda. As canções seguram o peso da história (...) Nada é ruim, tudo tem qualidade. Mas é preciso entender que os Titãs já não são os mesmos e este terceiro acústico vai sofrer muitas comparações com o primeiro, o que é uma covardia". Ele também acredita que houve "uma preocupação em mostrar o quanto os Titãs estão vivos e o quanto eles se preocuparam em reconstruir as canções para que elas soassem rejuvenescidas. E talvez aí esteja o maior problema deste novo projeto. A necessidade de provar coisas, como se ainda fosse preciso provar algo a alguém."
Em seu blog no G1, o jornalista Mauro Ferreira disse que "músicas apresentadas originalmente em álbuns de aura punk – casos de 'Cabeça dinossauro' (...) e 'Comida' – soam artificiais, assim com o discurso desbocado de '32 dentes'. Por mais que as execuções das músicas sejam tecnicamente competentes, o trio Titãs já parece mero cover da banda que fez história no universo pop do Brasil nos anos 1980 e 1990. (...) Tudo já teve mais viço, mais verdade, mais emoção real. Nem a inclusão de canção recente – 'É você' (...) dilui a sensação de que os Titãs destilam como trio acústico a nostalgia da modernidade."

## Créditos
Créditos adaptados das descrições das versões oficiais das músicas postadas no YouTube. Algumas fontes afirmam que Tony Bellotto tocou também guitarra acústica, sem especificar as faixas.

### Titãs
- Branco Mello: vocal, baixo, baixolão, violão e vocal de apoio
- Sérgio Britto: vocal, piano, teclados, mellotron, órgão, sintetizador, violão, baixo e vocal de apoio
- Tony Bellotto: vocal, violão, violão de doze cordas, guitarra solo, guitarra rítmica, slide guitar e vocal de apoio

### Membros de apoio e participações
- Beto Lee: violão em "Família", "Televisão", "Homem Primata", "Bichos Escrotos" e todas as faixas do EP 03 exceto "É Preciso Saber Viver"
- Mario Fabre: bateria em "Família", "Televisão", "Homem Primata", "Bichos Escrotos" e todas as faixas do EP 03 exceto "Cabeça Dinossauro"
- César Bottinha: estalar de dedos em "Sonífera Ilha"
- Sergio Fouad: produção, estalar de dedos em "Sonífera Ilha"
- Emílio Martins: percussão em "O Pulso", "Miséria", "Go Back", "Polícia"
- Yaniel Matos: violoncelo em "Toda Cor", "Nem 5 Minutos Guardados" e todas as faixas do EP 03 (creditado oficialmente nestas últimas, embora não seja possível ouvir, de fato, nenhum violoncelo no terceiro EP)
- Eder Araújo: flauta e clarinete em "Nem 5 Minutos Guardados"; saxofone barítono em "Polícia"

### Pessoal técnico
- Sergio Fouad: produção, engenharia de som
- Caio Laranjeira, César Bottinha, Douglas Martins, Mauricio Gargel, Ricardo Camera: engenharia de som
- Ricardo Bocci: engenharia de som no EP 03
- César Bottinha: técnico de guitarra no EP 02 e no EP 03
- Luis Augusto: assistente no EP 03